# Inhabilitet
Inhabilitet (af lat. inhabilis uhandlelig, udygtig) betyder, at en person ikke har ret til at træffe beslutninger eller medvirke ved behandlingen af en sag.
Begrebet anvendes typisk i forbindelse med personer, der varetager opgaver hos en offentlig myndighed (forvaltningsmyndigheder eller domstolene) eller i selskabers og foreningers bestyrelse og direktion.
Begrebet inhabilitet er afledt af begrebet habilitet, men de to begreber er ikke (helt) hinandens modsætninger. Habilitet udtrykker retlig handleevne, mens inhabilitet dækker over, at de såkaldte negative habilitetskrav ikke er opfyldt. De negative habilitetskrav dækker over, at en person ikke har ret til at medvirke til en sags behandling og afgørelse. Ved siden af de negative habilitetskrav findes de positive habilitetskrav, som dækker over, at personer generelt skal være gyldigt udnævnt/ansat, evt. besidde visse kvalifikationer (fx uddannelse) mv.

## Eksempler
Forhold, der kan medføre inhabilitet, er for eksempel, når vedkommende:
- selv er part i sagen eller repræsenterer en part i sagen.
- er i familie med en part i sagen.
- har tilknytning til private selskaber, foreninger m.v., der har en særlig interesse i sagens udfald.
- nærer venskab/fjendskab til person med tilknytning til sagen.
- selv tidligere har truffet afgørelse i sagen.

## Lovregulering
Forvaltningsloven §§ 3-6 faslægger regler om inhabilitet. Reglernes formål at forebygge usaglig interessepåvirkning og at sikre befolkningens tillid til offentlige myndigheder.